# Michael Somare

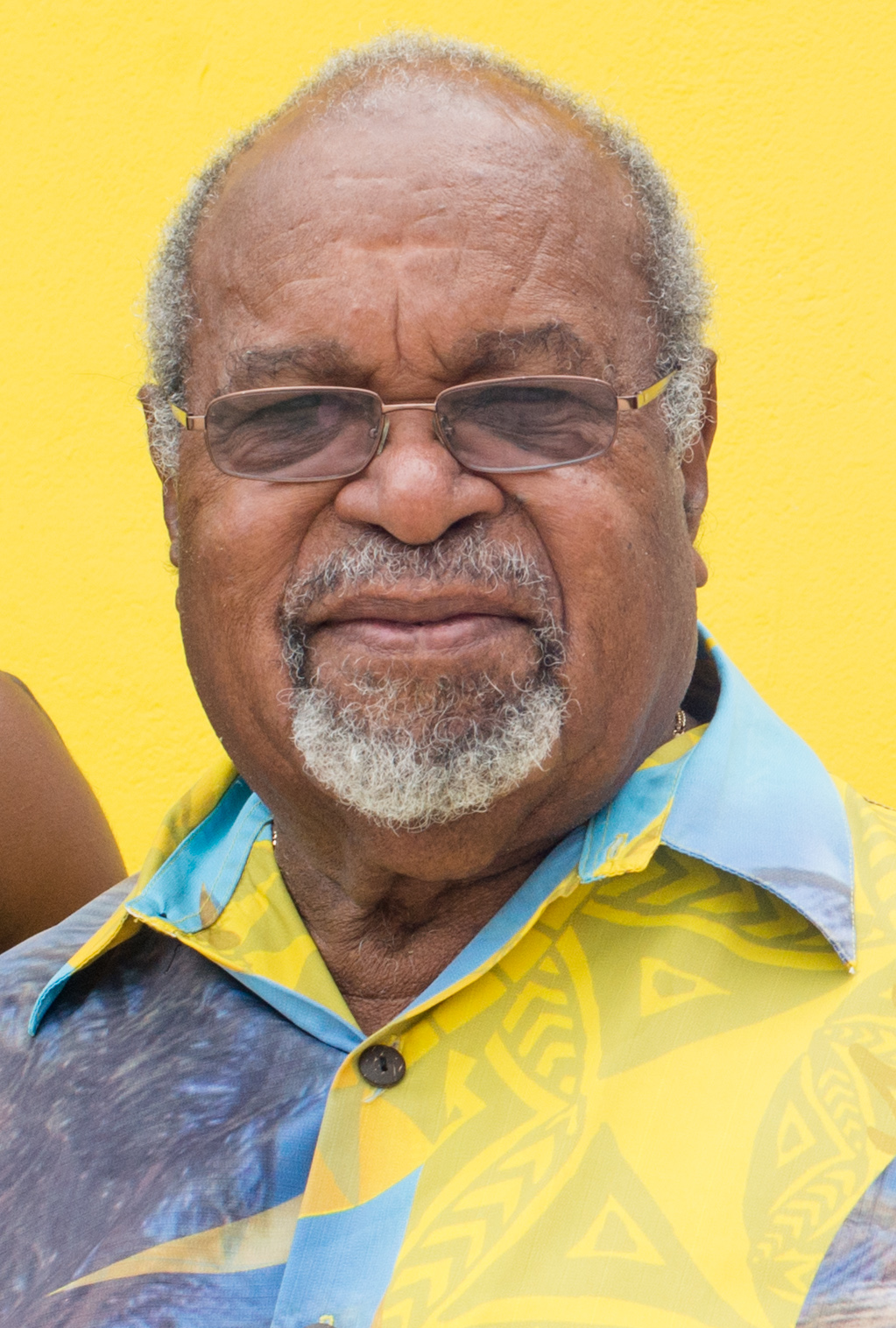
Michael Somare in 2014

Michael Thomas Somare (Rabaul, 9 april 1936 – Port Moresby, 26 februari 2021) was een Papoea-Nieuw-Guinees politicus. Hij was in drie periodes premier van Papoea-Nieuw-Guinea. Hij was lid van de Pangu Party (1967-1995) en de National Alliance Party (1995-2017).

## Biografie
Na de onafhankelijkheid van Papoea-Nieuw-Guinea in 1975 was Somare de eerste premier van het land. Hij bleef in functie tot 1980, was daarna opnieuw premier van 1982 tot 1985 en volgde in 2002 Mekere Morauta op voor zijn derde ambtstermijn. 
In de zomer van 2011 stemde een meerderheid van het parlement voor afzetting van Somare omdat hij door ziekte al maanden afwezig was en voor behandeling in Singapore verbleef. Dit ontslag was mede op verzoek van zijn naaste familieleden. In zijn plaats werd Peter O'Neill gekozen. 
Gouverneur-generaal Michael Ogio consulteerde het hooggerechtshof van Papoea-Nieuw-Guinea over de geldigheid van het parlementsbesluit. Volgens het Hof was de parlementaire stemming echter in strijd met de grondwet omdat het ambt van regeringsleider officieel niet vacant was, waarna Somare opnieuw geïnstalleerd werd als premier. Na verloren verkiezingen in 2012 trad hij alsnog terug en werd O'Neill de nieuwe premier.
Behalve premier was Somare meerdere keren minister van Buitenlandse Zaken en oppositieleider.
Sir Michael Somare overleed in 2021 op 84-jarige leeftijd aan alvleesklierkanker.